# Verva ActiveJet Pro Cycling Team/2016
Deze pagina geeft een overzicht van de Verva ActiveJet Pro Cycling Team-wielerploeg in 2016. 

## Algemene gegevens
Algemeen manager: Piotr Kosmala
Ploegleiders: Piotr Kosmala, Dariusz Bigos, Darius Banaszek, Piotr Bielinski
Fietsmerk: Trek

## Transfers
| Inkomend              | Team 2015               | Uitgaand          | Team 2016                         |
| --------------------- | ----------------------- | ----------------- | --------------------------------- |
| Karel Hník            | Cult Energy Pro Cycling | Jesús Ezquerra    | Sporting Clube de Portugal/Tavira |
| Jiří Polnický         | Whirlpool Author        | Mario Gonzalez    | Sporting Clube de Portugal/Tavira |
| Paweł Cieślik         | Whirlpool Author        | David Muntaner    | Onbekend                          |
| Adrian Banaszek       | Kolss BDC Team          | Arakdiusz Owsian  | Onbekend                          |
| Adam Stachowiak       | Kolss BDC Team          | Konrad Dąbkowski  | Onbekend                          |
| Jordi Simón           | Team Ecuador            | Tomasz Mickiewicz | Onbekend                          |
| Paweł Charucki        | Domin Sport             | Paweł Brylowski   | Onbekend                          |
| Jonas Koch            | Rad-net Rose Team       |                   |                                   |
| Stanislaw Aniolkowski | Onbekend                |                   |                                   |
| Norbert Banaszek      | Onbekend                |                   |                                   |
| Daniel Staniszewski   | Onbekend                |                   |                                   |

## Renners
| Naam                  | Geboortedatum | Nationaliteit | Ploeg 2015              |
| --------------------- | ------------- | ------------- | ----------------------- |
| Stanislaw Aniolkowski | 20-01-1997    | Polen         | Onbekend                |
| Adrian Banaszek       | 21-10-1993    | Polen         | Kolss BDC Team          |
| Norbert Banaszek      | 18-06-1997    | Polen         | Onbekend                |
| Paweł Bernas          | 24-05-1990    | Polen         |                         |
| Łukasz Bodnar         | 10-05-1982    | Polen         |                         |
| Paweł Charucki        | 14-10-1988    | Polen         | Domin Sport             |
| Paweł Cieślik         | 12-04-1986    | Polen         | Whirlpool Author        |
| Paweł Franczak        | 7-10-1991     | Polen         |                         |
| Kamil Gradek          | 17-09-1990    | Polen         |                         |
| Karel Hník            | 09-08-1991    | Tsjechië      | Cult Energy Pro Cycling |
| Jonas Koch            | 25-06-1993    | Duitsland     | Rad-net Rose Team       |
| Michał Podlaski       | 03-05-1988    | Polen         |                         |
| Jiří Polnický         | 16-12-1990    | Tsjechië      | Whirlpool Author        |
| Jordi Simón           | 06-09-1990    | Spanje        | Team Ecuador            |
| Adam Stachowiak       | 10-07-1989    | Polen         | Kolss BDC Team          |
| Daniel Staniszewski   | 05-05-1997    | Polen         | Onbekend                |

## Overwinningen
CCC Tour-Grody Piastowskie
3e etappe: Jiří Polnický
Koers van de Olympische Solidariteit
1e etappe: Paweł Franczak
Ronde van Mazovië
Proloog: Adrian Banaszek
Memoriał Henryka Łasaka
Winnaar: Paweł Franczak
2014 · 2015 · 2016